# Konac konca
Konac konca prvi je i jedini studijski album hrvatske heavy metal skupine Živo blato. Album donosi čak 31 skladbu, od kojih su neke samo zvučni zapisi domišljatih šala spojenih sa zvučnom pozadinom. 

## O albumu
Živo blato spaja žestoki hard rock s duhovitim i uvredljivim tekstovima. Sastav u nekim skladbama ismijava domaću glazbenu scenu, kao u refrenu pjesme »Estrada«:
Estrada
gomila govana
estrada
smrdljiva šaka jada
Sam general Vasilij Mitu objasnio je kako njegova namjera nije bilo vrijeđati:
“Nisam mislio ogaditi, nego iznijeti realno stanje. Zato sam napisao pjesmu Estrada, opisao stanje estradnog i festivalskog kaosa. U toj pjesmi najviše sam se htio dotaknuti Dore i Porina, priredbi koje mi se doista gade. To se gadi i Siniši Vuci i Vasiliju Mituu i svima, samo nitko nije dovoljna faca da to kaže javno. Ja to mogu reći i nitko mi ne može ništa jer imam svoju i narodnjačku i rockersku publiku. Živo blato pjeva samo o surovoj stvarnosti, a kad vidim estradu i sve ljigave namještaljke, morao sam napisati takvu pjesmu. Kako objasniti da meni na neki koncert dođe tisuću ljudi, a na istom mjestu tjedan dana poslije pjevač koji dobije pet Porina okupi stotinjak ljudi? Moram onda napisati stih: Dolazim iz grada prepunog estradnog smrada. Ili: Odoh ja u Zagreb, čujem ima rocka, gle iznenađenja, ljigava estradna stoka.“
Zabavnjačke poskočice parodiraju se i u skladbama »Šupa« i »Katela«. »Katela« je izrugivanje sa skladbom »Idemo na Bačvice« skupine Stivideni. U vokalnoj pjesmi »Groblje« nalaze se pornografski elementi. Pjesma je duhovita, u posljednjem stihu dva vokala koji međusobno razgovaraju prije pjevanog dijela, ismijavaju stanovnike Kaštela stihovima:
Groblje groblje 
volimo te mi 
Kaštelani svi 
Bosanci smo mi
Sedam skladbi na albumu je kraće od jedne minute, uključujući navedene »Šupa« i »Katela«.   Primjerice skladba nazvana „Pobačaj“ traje samo četiri sekunde u kojoj se čuje neodređeni udarac koji bi trebao oponašati pad, odnosno pobačaj. Skladba »Pjotr« bilježi vokalnu dionicu koja traje svega sedam sekundi otpjevanu na ruskom jeziku. Naslovna skladba »Konac konca« traje samo 48 sekundi. To je zvučni zapis svirke na akustičnoj gitari koja završava krivo odsviranom notom, nakon čega General Vasilij Mitu kaže „Aj jebi mater“. Skladba »Ajkula« je s druge strane vokalna izvedba bez instrumentalne pratnje u trajanju od 49 sekundi. Skladba »Aritmija« je instrumentalna dionica na klaviru koja traje 44 sekunde. Kratka akustična skladba »Kurva« sadrži uvredljiv seksistički tekst, kao i djelomično pjesma »Dođi«. Kratka skladba »Burek« spaja svečanu orkestralnu dionicu s trivijalnim tekstovima: 
Burek sa sirom 
ćevape s kapulom 
volim jest
Ova skladba traje nešto manje od dvije minute kao i još pet drugih skladbi. Posljednja skladba na albumu je instrumentalna inačica pjesme  »Burek«. Teme tekstova ostalih pjesama uglavnom se bave ljubavnim odnosima tipičnima za zabavnu glazbu, koju Vuco inače izvodi.
Na albumu se pored ovih zezalica nalazi i nekih 18 skladbi prosječne dužine i uobičajene strukture. Tekstovi pjesama nisu objavljeni ni na CD-u niti se nalaze na izdanju albuma na kaseti. Standarne skladbe na albumu kao i najveći hitovi Živog blata su pjesme »Estrada«, »Pucko«, »Ubij se«, »Objede«, »Ne volim te«, »Stranci«, »Back to R'n'R«, »Tex Willer« i ostale. Album je producirao Ivica Čović Pipo koji je samo za ovaj album dobio umjetničko ime Stručna tvrđava. Konac konca je snimljen u njegovom studiju "Tetrapak" u Splitu.
Vasilij Mitu je album posvetio "splitskim heavy-metalcima“.

## Kritike
Album je po izlasku opisivan kao zabavan s kvalitetnim tekstovima:
"Najsvjetlija točka ovog albuma su tekstovi, koji bi u vrijeme nekadašnjeg režima definitivno bili ili zabranjeni ili opako cenzurirani. (...) ...album preporučujem svima koji vole dobro zatulumariti."
U godini objavljivanja proglašen je i remek djelom:  
"Uživanje u komadu umjetnosti ne znači prihvaćanje njegove moralne vrijednosti, i zato je 'Konac konca' ove godine konačno izišli prvijenac rockerskog alter-ega Siniše Vuce, remek-djelo koje je učinilo suvišnim praktički sav rock nastao na ex-YU prostorima."

## Popis skladbi
| Br. | Skladba          | Trajanje |
| --- | ---------------- | -------- |
| 1.  | »Estrada«        | 3:22     |
| 2.  | »Objede«         | 2:54     |
| 3.  | »Pjotr«          | 0:07     |
| 4.  | »Ubij se«        | 5:08     |
| 5.  | »Kataklizma«     | 1:03     |
| 6.  | »Ne volim te«    | 3:28     |
| 7.  | »Šupa«           | 0:43     |
| 8.  | »Burek«          | 1:18     |
| 9.  | »Kurva«          | 1:08     |
| 10. | »Doktor«         | 3:23     |
| 11. | »Loš«            | 1:42     |
| 12. | »Ok«             | 2:31     |
| 13. | »Aritmija«       | 0:42     |
| 14. | »Pas«            | 3:05     |
| 15. | »Katela«         | 0:28     |
| 16. | »Oprosti mi«     | 5:09     |
| 17. | »Back to R´n´R«  | 3:26     |
| 18. | »Stranci«        | 3:36     |
| 19. | »Pobačaj«        | 0:04     |
| 20. | »Hej, ti«        | 5:22     |
| 21. | »Groblje«        | 0:30     |
| 22. | »Dođi«           | 2:37     |
| 23. | »Maloljetna«     | 3:30     |
| 24. | »Konac konca«    | 0:43     |
| 25. | »Tex Willer«     | 2:22     |
| 26. | »Druže stari«    | 2:45     |
| 27. | »Daleko je raj«  | 4:24     |
| 28. | »Ajkulo«         | 0:47     |
| 29. | »Pucko«          | 3:29     |
| 30. | »Nogometaš«      | 1:27     |
| 31. | »Burek (instr.)« | 1:22     |

## Izvođači
- General Vasilij Mitu - vokal, gitara, klavir
- Veseli Sir - bubnjevi
- Mala Planina - bas